# Hans und Heinz Kirch

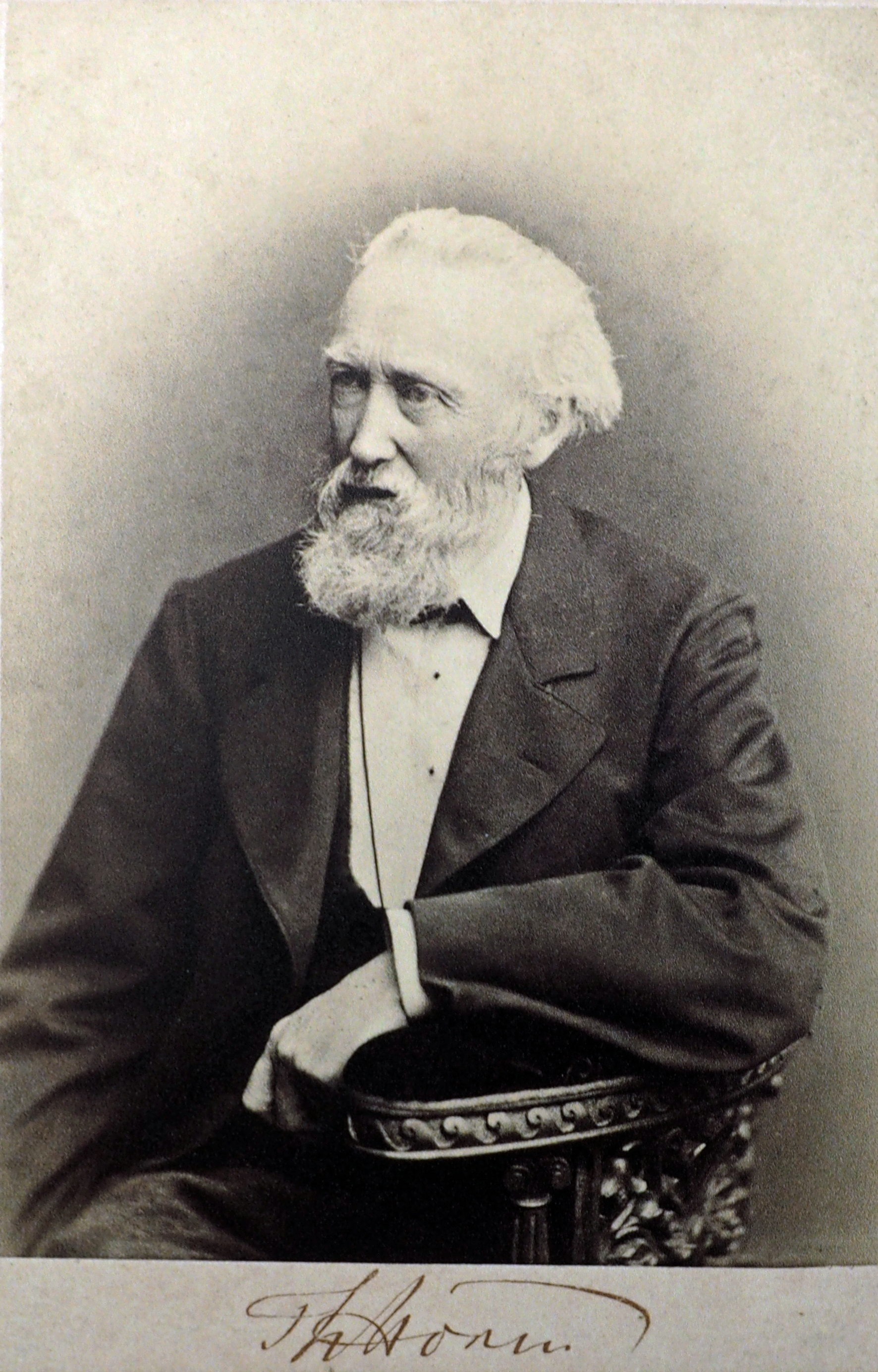
Theodor Storm (1880er Jahre)

Hans und Heinz Kirch ist der Titel einer 1883 publizierten Novelle von Theodor Storm aus der Epoche des Realismus. Erzählt wird der Vater-Sohn-Konflikt zwischen dem zum wohlhabenden Schiffseigner und Händler aufgestiegenen Hans Kirch und dem Matrosen Heinz. Als der Vater seinem Sohn seinen Widerstand gegen eine Ehe mit Wieb, einem Mädchen aus der Unterschicht, mitteilt, eskaliert der Streit. Am Ende bereut Hans seine harte Haltung.  

## Inhalt
Der Seemann Hans Adam Kirch aus einer kleinen Stadt an der Ostsee, ein Mann aus einfachen Verhältnissen, arbeitet sich zum Schiffseigner und Kaufmann hoch. Seine Frau bekommt einen Sohn, Heinz, und 12 Jahre später eine Tochter, Lina. Hans erhofft sich für den begabten Sohn die besten Bildungs- und Aufstiegschancen und träumt davon, ihn eines Tages als Erbe des Unternehmens und Senator der Stadt zu sehen. Als Heinz, sechsjährig, auf dem Schiff des Vaters leichtsinnig in eine gefährliche Situation gerät, wird ein Schiffsjunge, der ihn hat beaufsichtigen sollen, von Hans „auf das grausamste gezüchtigt“. Von da an kühlt sich das Verhältnis zwischen Vater und Sohn ab, da der Sohn von der Härte des Vaters schockiert ist. Heinz wächst heran und wird ein lebhafter, bisweilen wilder Junge und befreundet sich mit Wieb, ein Nachbarsmädchen aus verrufenem Hause, das als „Matrosenkind“ bei den Bürgerlichen nicht gesellschaftsfähig ist. Für sie stiehlt er Äpfel aus dem Pfarrersgarten, rudert mit ihr in kleinen Booten auf der Ostsee und geht mit ihr auf einen Jahrmarkt auf der Insel Warder und kauft ihr einen Silberring.
Nachdem der Vater ihn als Schiffsjungen auf verschiedenen Frachtschiffen angeheuert hat, soll er nun auf eine Fahrt mit dem Schiff „Hammonia“ bis nach China gehen, die über ein Jahr dauern soll. Am  Abend vor der Abreise verabschiedet er sich von Wieb auf einer Bootsfahrt, bei der sie ihm zum Andenken den Ring gibt, den er ihr einmal geschenkt hat. Er kommt zu spät nach Hause, worauf der Vater sehr streng reagiert. Als er von dem Abenteuer seines Sohnes mit Wieb erfährt, maßregelt er ihn dafür per Brief. Von da an erhält der Vater keine Nachrichten mehr von seinem Sohn.
Nach einem Jahr kehrt Heinz nicht nach Hause zurück, sondern heuert auf einem anderen Schiff an. Hans Kirch bewertet dies als Trotz: „Sehen wir, wer's am längsten aushält.“ Nach einem Jahr kommt ein nicht frankierter Brief an. Daraus schließt der Vater auf die finanzielle Erfolglosigkeit des Sohnes: Er sieht alle seine Hoffnungen enttäuscht und verweigert die Annahme des Briefes: „Lump! […] so kommst du nicht in deines Vaters Haus!“
Über fünfzehn Jahre kommen keine Nachrichten von Heinz, seine Mutter ist inzwischen gestorben und seine Schwester ist mit dem wohlhabenden Bürgersohn Christian Martens verheiratet, da geht das Gerücht um, Heinz sei in einer Matrosenunterkunft in Hamburg. Hans fährt sofort hin und überredet ihn, nach Hause zu kommen. Er hat sich äußerlich stark verändert und verhält sich auch ungewöhnlich. Er erzählt nichts von seinen Erlebnissen und interessiert sich nicht für das Unternehmen des Vaters, das dieser gemeinsam mit seinem Schwiegersohn führt. Als der Vater einsieht, dass Heinz jeder Ehrgeiz fehlt, entsteht erneut Spannung zwischen beiden.
Eines Nachts ist wieder Jahrmarkt auf dem Warder. Heinz rudert hin und hofft, Wieb wiederzufinden. Er erfährt, dass sie in einer Matrosenschänke am Hafen arbeitet. Tags darauf geht er dorthin und muss mit ansehen, wie schlecht sie von ihrem Ehemann, einem Matrosen und brutalen Säufer, und den anderen Gästen behandelt wird. Sie erkennt Heinz sofort. Beide sehen ein, dass es für eine erneute Beziehung zu spät ist; enttäuscht wirft Heinz den Ring, den er immer noch bei sich trägt, zu Boden und geht.
Plötzlich taucht das Gerücht auf, der Fremde im Hause Kirch sei gar nicht der verschollene Sohn Heinz, sondern der gleichaltrige Hasselfritz, der als Junge im Armenhaus der Stadt aufgewachsen, auch zur See gefahren und nicht mehr gesehen worden ist. Dieser wolle nun an das Geld der Kirchs herankommen. Auch Lina und ihr Vater Hans zweifeln nun an Heinz’ Identität. Hans will ihn aus dem Haus bekommen und zahlt ihm sein Erbteil aus, damit er verschwindet. Am nächsten Morgen ist er abgereist und hat nur einen sehr kleinen Teil des Geldes mitgenommen. Für Lina ist somit erwiesen, dass es wirklich Heinz war. Wieb zeigt Hans und Lina den Ring als Beweis seiner echten Identität. Trotz des Flehens der beiden Frauen lehnt Hans es ab, Heinz nachzufahren, er hat seinen Sohn aufgegeben.
Der alternde Hans verbittert immer mehr. Er hat sein Ziel, Stadtrat zu werden, nicht erreicht und überlässt die Geschäfte seinem Schwiegersohn. Eines Nachts sieht er Heinz im Zimmer stehen, er deutet diese Erscheinung als Zeichen seines Todes. Durch den Schock erleidet er einen Schlaganfall, von dem er sich aber wieder erholt. Erst jetzt, da er Heinz tot glaubt, bereut er seine Härte und hofft auf ein Wiedersehen mit ihm im Jenseits. Ein Trost, und ein Zeichen der Versöhnung, ist für ihn die Zuwendung durch Wieb. Denn die 40-jährige Witwe, deren Ehe mit seinem Sohn er verhindert hat, wird nach dem Tod ihres trunksüchtigen Mannes seine „stete[-] Begleiterin“ auf seinen Spaziergängen an die Küste und er versorgt sie durch eine Erbschaft.
Nach seinem Tod führt Christian Martens erfolgreich das von Hans gegründete Geschäft weiter und hat gute Aussichten, Stadtrat zu werden. Sein und Linas Kind besucht bereits die Schule und gilt als Nachfolger. Heinz dagegen bleibt verschollen.

## Handlungsstruktur
Die Haupthandlung ist lesbar als ein Syntagma von acht Handlungskernen oder Krisen, die Vater und Sohn zunehmend voneinander entfremden:
1. Heinz begibt sich auf seiner ersten Schifffahrt leichtfertig in Lebensgefahr, sein Vater bricht nach überstandener Angst in für den Jungen unbegreiflichen Zorn aus.
2. Am Abend vor seiner Abfahrt zu einer einjährigen Schiffsreise als Matrose trifft Heinz Wieb ein letztes Mal und kommt unter Missachtung der Bürgerglocke zu spät nach Hause, der Vater ist wütend.
3. Jule (Unglücksbotin) berichtet ihrem Bruder Hans vom Rendezvous des Sohnes. Hans schreibt dem Abgereisten einen zornigen Brief.
4. Erste Verstoßung: Hans verweigert die Annahme des unfrankierten Briefes.
5. Jule berichtet von Heinz’ Anwesenheit in Hamburg, Hans entscheidet sich, ihn dort abzuholen.
6. Ein Gerücht bestreitet Heinz’ Identität.
7. Zweite Verstoßung: Hans will seinen Sohn auszahlen und komplimentiert ihn aus dem Haus, Heinz geht am nächsten Morgen.
8. Heinz erscheint dem Vater als Revenant, dieser ahnt den Tod des Sohnes, nimmt ihn an und hofft auf ein Wiedersehen in der Ewigkeit.

## Interpretation
Nach Hoffmann und Rösch ist ein Großteil von Storms Werk auf „die bürgerliche Schicklichkeit des Dichters“ bezogen, „eingefügt in den Rahmen der Standesordnung, der Familie und des Staatsamts“. Der Schriftsteller habe „zeitlebens diesen Rahmen als unverbrüchlich vorausgesetzt“, denn nur in ihm habe er seinen „Stimmungszauber“, und einen „festen Halt“ gefunden. Ausgeklammert bleibe „der rauhe Sturm der Geschichte, die quälende Frage nach Gott und dem Sinn des Lebens“. Es sei im Grunde eine „um die tieferen und höheren Dimensionen beschnittene, ins bürgerliche Maß gebrachte Nachromantik, die sinnliche Vergegenwärtigung des noch im allgemeinen Strudel Verbliebenen.“

### Bürgerliche Gesellschaftsnovelle
Mit Hans und Heinz Kirch weicht nach v. Wiese „der Dichter der Härte der Wirklichkeit nicht mehr aus[-]“ und wendet sich der „bürgerlichen Gesellschaftsnovelle“ zu, in der allerdings „der gesellschaftlich vermittelte Konflikt als individueller, als Ausnahme gezeigt“ wird. Nach dem der Handlung – wie in vielen anderen Novellen – zugrunde liegenden „Schuld-Sühne-Schema“ versucht der alte vermögende Kirch die Witwe aus der Unterschicht für das Verbot der Ehe mit seinem Sohn, mit dem er das Unglück der beiden Liebenden ausgelöst hat, Heinz’ Herumirren in der Welt und seine Entwurzelung, Wiebs Ehe mit einem trunksüchtigen Matrosen und ihre entwürdigende Arbeit in der Hafenkneipe ihres Schwiegervaters, durch persönlichen Kontakt und finanzielle Absicherung etwas zu entschädigen. Einige Interpreten (s. u.) untersuchen die Novelle vom historisch-soziologischen Ansatz aus und sehen sogar in der liebevollen Zuwendung Wiebs, „sie [hielt] das weiße Haupt an ihrer Brust gebettet“, die symbolische Versöhnung zweier Klassen. 

### Vater-Sohn-Konflikt
Der zentrale Konflikt der Novelle ist das Verhältnis von Hans und seinem Sohn Heinz. Hans vertritt die typischen Werte des aufstrebenden Besitzbürgertums des 19. Jahrhunderts: Jede Generation versucht, für die nachfolgende so viel wie möglich an Werten anzuhäufen. Hans ist fleißig, ehrgeizig und asketisch. Materieller Erfolg hat für ihn oberste Priorität. Als Familienoberhaupt verlangt er von seinem Sohn, dass auch er diese Werte vertritt und seinem Idealbild entspricht, den Vater achtet und ihm gehorcht.
Hans hat Heinz’ Karriere von Anfang an genau vor Augen: vom Schiffsjungen zum Matrosen, über das Steuermannsexamen zum Kapitän. Dann sollen die Übernahme des väterlichen Unternehmens und ein Platz im Senat der Stadt folgen. Er hält Heinz’ Einverständnis für selbstverständlich und redet daher kaum darüber. Heinz lehnt diesen Lebensentwurf jedoch ab, wohl auch, weil er die Selbstständigkeit des Vaters geerbt hat und sich lieber (wie dieser) selbst eine Zukunft aufbauen würde.
Nachdem Heinz zurückgekehrt ist, kann durch die Sturheit beider keine Versöhnung erreicht werden. Hier zeigt sich, dass sich beide innerlich sehr ähneln: Sie beharren auf ihren Positionen und erwarten vom jeweils anderen, ein erstes Zugeständnis zu machen. Ein zaghafter Vermittlungsversuch Linas scheitert. Die Kommunikation innerhalb der Familie ist massiv gestört; die eigentlichen Konflikte werden nicht offen ausgetragen. Die Reue des Vaters folgt zu spät. Doch sie zeigt, dass Hans von Anfang an kein gefühlloser Despot, sondern ein liebender Vater gewesen ist, der aber aus Rücksicht auf gesellschaftliche Konventionen und tradierte Geschlechterrollen diese Gefühle nie zuvor offen zeigen konnte.
Hintergrund der Katastrophe der ersten Verstoßung ist ein ungewöhnlich [hohes] Verlustkonto in Hans Kirchs Unternehmen, und auf dieser Basis rechtfertigt er auch die Annahmeverweigerung des Briefes: der ist für mich zu teuer. Die ökonomische Ratio wird hier gegen die Sohnesliebe ausgespielt, der Kalkül siegt über das Herz.
Wenig Raum nimmt dagegen die Liebesbeziehung zwischen Heinz und Wieb ein; erzählerisch geht die Nebenhandlung im Strom der Vater-Sohn-Geschichte unter. In einer überraschenden Wendung am Schluss nimmt Hans sie gewissermaßen an Kindes statt an und bittet sie, bei ihm zu bleiben, „solange [er] lebe und auch nachher“. Was sie verbindet, ist der abwesende Heinz, um dessen Verlust sie gemeinsam trauern. Die ungewöhnliche „Dreiecksgeschichte“ mit einem  Mittelbürger, einer Unterschichtsfrau aus dem Hafenmilieu und einer abwesenden Bezugsperson endet in einer unwahrscheinlichen Zweierbeziehung, die einige Interpreten als illusionäre Versöhnung der Klassen deuten.
Hans bedenkt die junge Frau schließlich in seinem Testament, was ihrem sozialen Aufstieg gleichkommt. Katalytisch wirkt hier der Verlobungsring, den Wieb dem Vater als Beweis von Heinz’ Identität vorzeigt. Aus ihren Augen „leuchtet ein milder Strahl […] jener allbarmherzigen Frauenliebe“ und Hans läutert sich vom altbiblischen strafenden zum neutestamentlichen liebenden Vater. Die Verarbeitung des Vater-Sohn-Konfliktes erhält so einen höheren, utopischen Sinn.
Dieses sozialhistorische Projekt der Entspannung und Aufhebung der sozialen Opposition wird erzähltechnisch durch die Dominantsetzung charakterlicher bzw. anthropologischer Merkmale realisiert: Hans verwandelt sich vom ehrgeizigen Kaufmann zum Müßiggänger. Schon auf der Ebene der Figuren und ihrer Einstellungen wird diese ideologische Vertauschung relevant, wenn Hans den Werdegang des Sohnes auf den Stufengang der bürgerlichen Ehren projiziert, einen sozial verbindlichen Kode, der den sozialen Status als Funktion von Altersstufen definiert und so ein soziales Kontinuum auf ein anthropologisches Kontinuum abbildet: mit etwa vierzig Jahren (wird man) Reeder. Ideologisch und für bürgerliches Erzählen typisch ist die „Durchquantifizierung der sozialen Achse“. Die Beziehung von Sozialstatus und Subjektstatus erscheint als Naturgesetz, und wer dieser Vorschrift nicht folgt, fällt wie Heinz aus dem System der Akkumulation von Besitz und bürgerlichem Ansehen. Diesem gegenüber hat sich Heinz ja schon durch den jugendlichen Apfeldiebstahl – wieder eine biblische Konnotation – tendenziell disqualifiziert.

### Sozial-historischer Kontext
Storm schrieb seine Novellen in der Zeit der Restauration und des Deutschen Nationalismus im Zusammenhang mit der Deutschen Reichsgründung. Beherrschend für die gesellschaftliche Entwicklung im 18. Jh. war die Industrielle Revolution, die nicht nur zu einer stark beschleunigten Entwicklung von Technik, Produktivität und Wissenschaften, zu einer gesteigerten Akkumulation liquiden Kapitals, zur Revolutionierung des Verkehrswesens (Eisenbahn, Dampfschiff) und zur Erschließung eines „einheitlichen Marktes“ führte, sondern auch zu einer neuartigen Zuspitzung sozialer Missstände, mit einem Diskurs über die Soziale Frage.
Einige Literaturwissenschaftler und Rezensenten untersuchten, ob und wie Storm als Schriftsteller in seinen Novellen auf diese politisch-gesellschaftlichen Fragen reagierte, und analysierten Storms Realismus-Novellen vor dem sozial-historischen Hintergrund. Dabei veränderte sich im Laufe der Jahre die Einschätzung und Bewertung: Die meisten Rezipienten bescheinigen Storm eine traditionelle Haltung den Entwicklungen und Problemen der Zeit gegenüber. Andere, v. a. Kritiker der Stuckert-Deutung, versuchen, Storm von einem bestimmten Klassenstandpunkt aus einzuordnen. Während Hartmut Vinçon die Grenzen von Storms Klassenkritik betont, sieht Fritz Böttger in ihm einen Gesellschaftskritiker, dessen Sympathie für liberale und demokratische Bestrebungen lange verfälscht und totgeschwiegen worden sei.

### Bürgerliche Kleinfamilie
Die Rolle des strengen Vaters Hans Kirch wird als Paradebeispiel für das Patriarchat der bürgerlichen Kleinfamilie des 19. Jhs. gedeutet, z. B. auf der Grundlage der Darstellung Weber-Kellermanns:  In der 2. Hälfte des 19. Jahrhunderts ein formte sich das „Bild der bürgerlichen Kleinfamilie, in der die Rollenverteilung in einer Art und Weise äußerlich fixiert wurde, wie es bis dahin nur in der höfischen Etikette üblich gewesen war. […] (Die) häusliche Erziehungsgewalt des Vaters, überhöht fast in die Rolle des gottväterlich-absoluten Herrn mit rigoroser Gehorsamsforderung, dehnte sich auch auf die Mutter aus, die Hausfrau, die als Familienmutter nie zuvor eine so untergeordnete und unselbständige Stellung in der Familie innegehabt hat“.
Das Verfahren der Naturalisierung oder Anthropologisierung sozialer und historischer Prozesse macht aus der Fabel (Krisenreihe) der Novelle die permanent neue Artikulation des immer gleichen „Prinzipalkonflikts“ und schreibt die „Herrschaft der Kleinfamilie“ ad infinitum fest: Ist die Familie des alten Rom „eine Rechtsinstitution zur Erhaltung des Besitzes und zur Wahrung hervorgebrachter religiöser Pflichten“ und also „nichts Naturgegebenes, keine physiologische Einheit“, so tritt in der bürgerlichen „familialistischen Ideologie“ die ökonomische Basis des Familienzusammenhangs zurück: Darin „wird vor allem die ‚Liebe‘ als ‚natürliches‘ soziales Band zwischen autonomen Individualitäten betont. In dieser Perspektive erscheint die Kleinfamilie als ‚natürliches Modell‘ der Gesellschaft“.
Der narrative Diskurs klagt nun den Vater mangelnder familialer Integration – er ist ja nie zu Hause – und der Vertretung anachronistischer Überzeugungen in Bezug auf die Familie an und propagiert als Gegenbild das familiale Idyll. Hans dagegen ist „nur Bürger“, und als solcher „übt (er) eine fundamentale Gewalt aus, die ihm gestattet, zugleich ‚Mensch des Gesetzes‘ und ‚Mensch der Regierung‘ zu sein“, für den die Familie zum Ort „der Trennung, des Ausschlusses und der Reinigung“, zum „Hauptort der Disziplinarfrage nach dem Normalen und Anormalen“ wird.
So scheint die „heimliche Sympathie, mit der […] die Familie selbst im Zustande des Verfalls betrachtet“ wird, das ideologische Projekt des Textes zu motivieren:
Die Lektüre erscheint hier als „Bestandteil der Haus- und Familiengeselligkeit“. Hatte das Programm der Vormärzautoren es offenbar noch darauf angelegt, die Familien ideologisch auf Trab zu bringen, sie politisch zu mobilisieren, so beschränkt sich nach der gescheiterten Revolution von 1848/49 das Erzählen „auf die Sphäre des Häuslichen, des Familienhaften, der bürgerlichen Unterhaltung und Belehrung, auf den bescheidenen Kreis des täglichen Lebens, der durch das außerordentliche Ereignis, die unerhörte Begebenheit zwar unterbrochen, aber doch nur bestätigt wurde“. So wird die bürgerliche Familie, die „in sich selbst den Anfang ihrer Auflösung“ trägt zur naturgegebenen, alternativlosen Keimzelle der Gesellschaft hypostasiert, das historisch Gewordene erhält das Signum der Ewigkeit.

## Rezeption
Storms Novelle Hans und Heinz Kirch zählt, u. a. wegen der Thematisierung des Vater-Sohn-Konflikts, weitgehend übereinstimmend zum traditionellen Literaturkanon. Bereits in der zeitgenössischen Literaturkritik gilt sie wegen der „Gestaltenschöpfung“ und des durch die „Beimengung der Schuld“ gereinigten „Begriffes des Tragischen“ als Storms Meisterwerk.
Nach von Wiese ist Hans und Heinz Kirch wegen des „jähen Aufbrechens der unversöhnlichen Gegensätze, die zwischen Stimmung und Wirklichkeit bestehen können“, im Unterschied zur „mildernden Harmonisierung der Dissonanzen“ anderer Erzählungen, eine seiner besten Novellen und kündigt „bereits den Geist eines neuen Zeitalters an.“ Dies gelte v. a. für die „unbarmherzige Lieblosigkeit“ des Vaters bei der Zurückweisung des Briefes. Selten sei es Storm in einem solchen Ausmaß geglückt, die Härte der Wirklichkeit in der erzählerischen Situation zu verdichten. „Das von Storm allzu häufig mit Samthandschuhen angefasste Bürgertum“ werde hier „in seiner ökonomischen Selbstgerechtigkeit geradezu an den Pranger gestellt und damit schonungslos entlarvt.“ Allerdings ständen neben dem „großartigen tragischen Realismus“ auch Szenen mit „empfindsam kitschiger Almanachprosa“. So gerate „das Wiedererkennen der Jugendgespielin von einest ins rein Empfindsame und peinlich Rührende“, ebenso das „trauliche Tête-â-tête, zu dem der Dichter dann […] den eigensinnigen Alten und die Wieb miteinander vereint.“

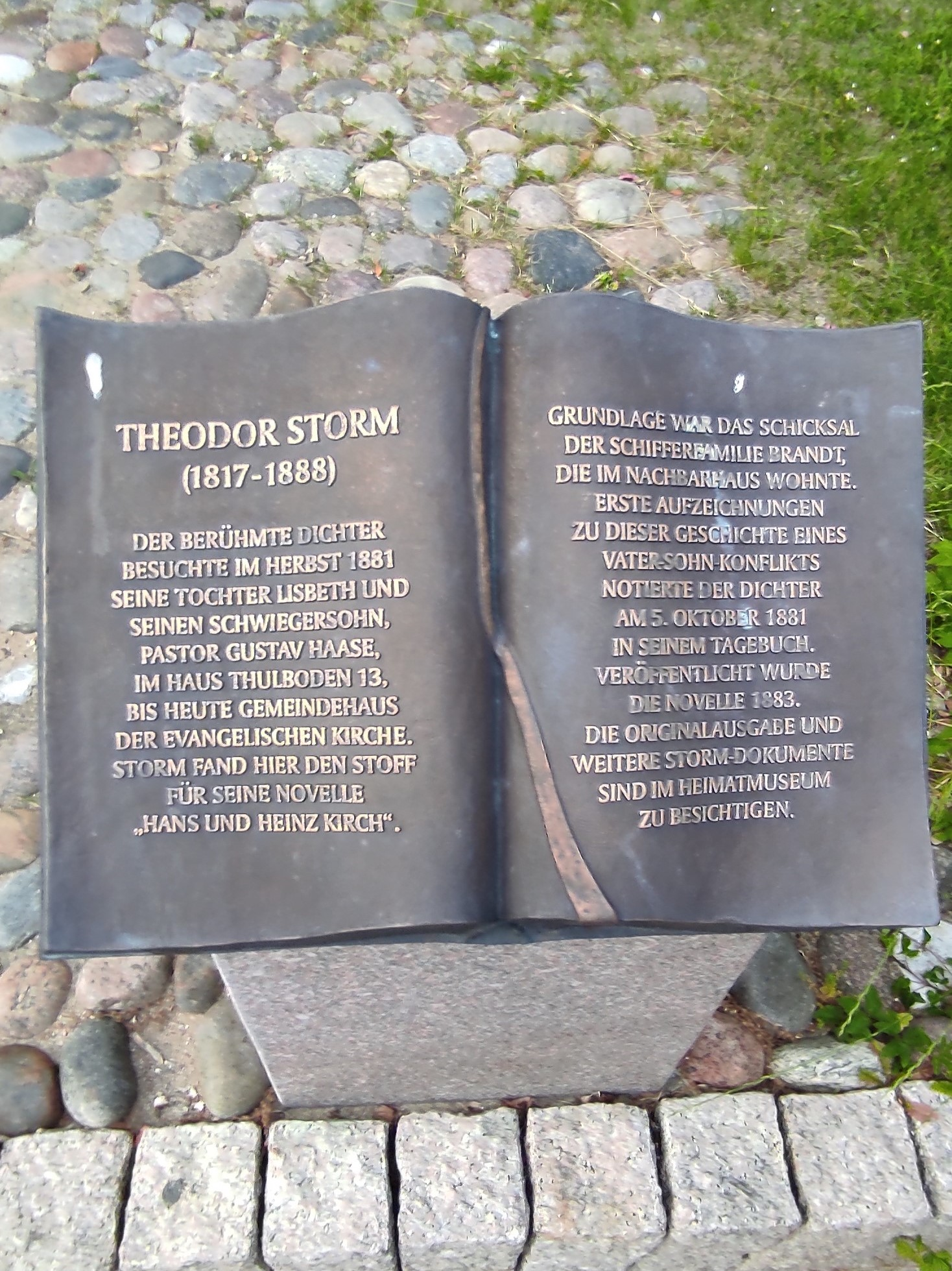
Hinweis auf die Schifferfamilie Brandt aus Heiligenhafen, die Vorlage für Storms Novelle.